# Daniel M. Fox
Daniel M. Fox foi um engenheiro inglês responsável pela construção da Estação Paranapiacaba na década de 1860, no distrito homônimo localizado em Santo André, no Estado de São Paulo.

## Biografia
Daniel Mackinson Fox nasceu no dia 11 de janeiro de 1830. Seus conhecimentos de engenharia tiveram início no escritório de Engenharia da Estrada de Ferro Lancashire & Yorkshire, na cidade de Manchester, entre 1846 e 1849, então na condição de aluno de Sir James Brunlees. Depois disso Daniel trabalhou na construção das estradas de ferro West Riding Union e Manchester-Southport e no ano de 1856 chegou a prestar serviços na Espanha, Irlanda e Brasil. Daniel foi ainda responsável pela direção dos trabalhos de construção da ferrovia que ligava França à Espanha através dos Pirenéus. Foi encarregado por Brunlees a proceder aos levantamentos topográficos para implantação da SPR. No ano de 1859, já era engenheiro-chefe residente da companhia.